# Coniothyrium dracaenae
Coniothyrium dracaenae är en svampart som beskrevs av F. Stevens & Weedon 1925. Coniothyrium dracaenae ingår i släktet Coniothyrium och familjen Leptosphaeriaceae.   Inga underarter finns listade i Catalogue of Life.